# Raphaela Bardutzky
Raphaela Bardutzky (* 1987) ist eine deutsche Autorin und Dramaturgin. Sie lebt in München.

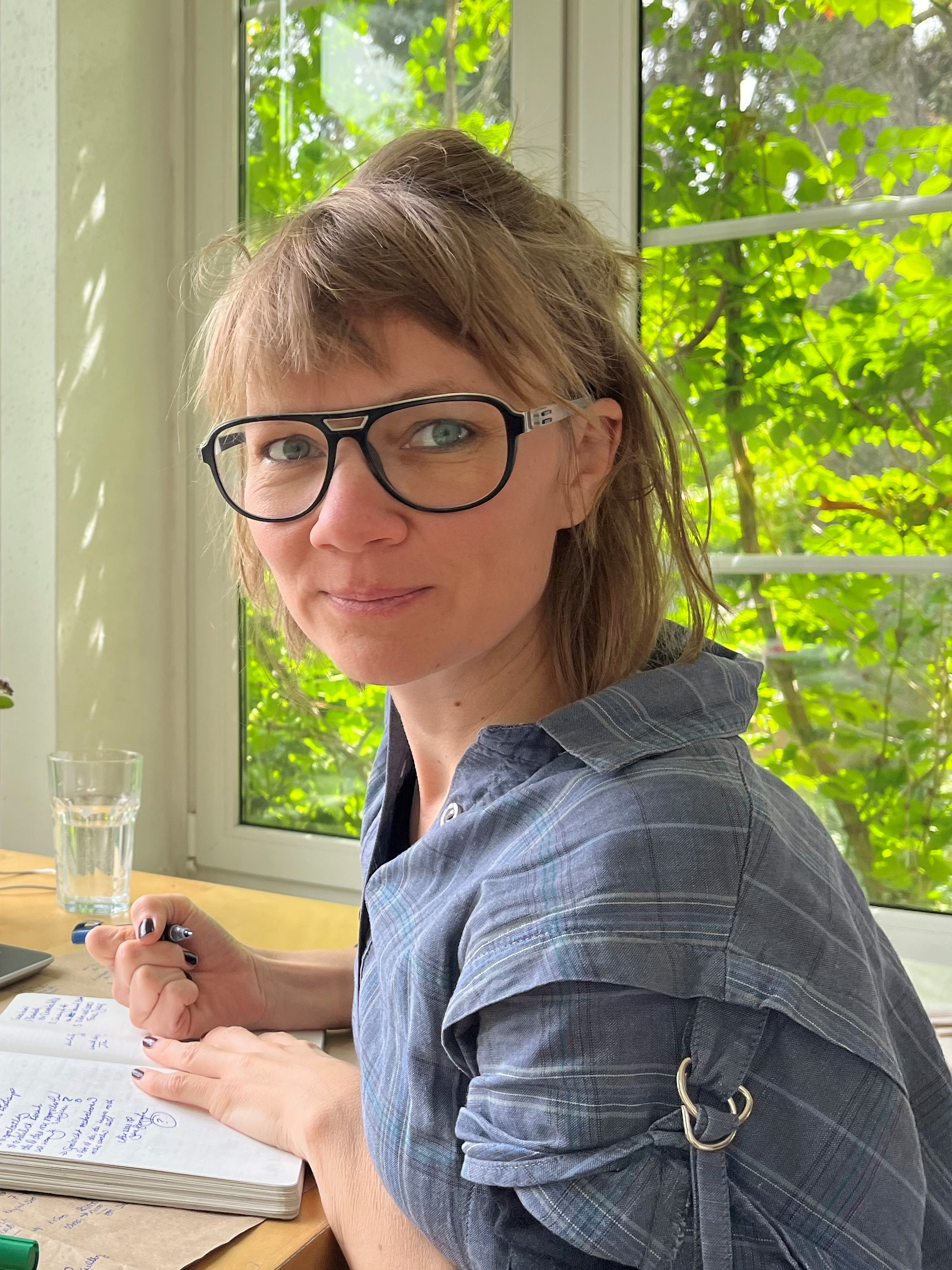
Raphaela Bardutzky

## Werdegang
Raphaela Bardutzky studierte Literaturwissenschaft, Philosophie und Schauspieldramaturgie an der Ludwig-Maximilians-Universität München und an der Bayerischen Theaterakademie August Everding.

### Theaterautorin
Öffentlich rezipiert und ausgezeichnet wurde Bardutzky vor allem als Autorin von Theaterstücken. So erhielt ihr erstes – bisher noch nicht aufgeführtes – Stück Wüstling, das sich mit sexueller Gewalt auseinandersetzt, ein Literaturstipendium der Stadt München. Drei weitere Stücke wurden an renommierten Theatern uraufgeführt.

### Fischer Fritz
Besondere Anerkennung erfuhr das Sprechtheaterstück Fischer Fritz, das anlässlich der  25. Autor:innentheatertage am Deutschen Theater Berlin zur Uraufführung ausgewählt wurde.
Die junge polnische Pflegerin Piotra soll sich um den alten Fischer Fritz, einen in der bayerischen Provinz lebenden, wegen einiger Schlaganfälle sprachbehinderten Mann, kümmern.  So hat es Franz, der Sohn von Fritz, arrangiert. Die Verständigung ist schwierig, Piotra lernt gerade erst Deutsch, weshalb sie den bekannten Zungenbrecher Fischers Fritz übt. Zudem wird auch mal bayerisch, mal polnisch gesprochen. Raphaela Bardutzky liebt die Mehrsprachigkeit auf der Bühne und möchte, „dass der Klang und die Melodie einer anderen Sprache als eine Farbe und eine Stärke wahrgenommen wird“. „Der Text hat es in sich“, urteilt Stephanie Drees, „nicht nur, weil er - von deutschen und polnischen Zungenbrechern inspiriert - ein ganzes kleines Universum voller Kommunikationslabyrinthe erschafft (...) Bardutzkys Stück ist eine Sprechetüde, in der die Figuren, von sich selbst entfremdet, abgekürzt als 'FRI, FRA und P', in stark rhythmisierter Sprache, auf Hochdeutsch, mit Dialekt und Akzent, ihr Inneres nach außen spucken“. Irene Bazinger schreibt dazu in der Frankfurter Allgemeinen Zeitung: „Die Akte des Sprechens definieren die Struktur dieses beherzten Stückes, das unaufgeregt und verständig nach Erwartungen und Vorurteilen, dem Pflegenotstand und dem Problem des Alterns in Würde fragt. (…) Raphaela Bardutzkys anrührendes Stück verschreibt sich der Realität hinter den Worten“.

### Dramaturgie – Lehrtätigkeit – Kuratierungen – Engagement
Als Dramaturgin realisierte Raphaela Bardutzky bislang freie Theaterprojekte, wie etwa in einer Folge der achtteiligen Theaterserie Münchner Schichten  (2019), die sich in Anlehnung an Helmut Dietls Erfolgsserie der 80er Jahre Münchner Geschichten mit den sozialen und politischen Aspekten des heutigen Münchner Stadtlebens befasst.
Darüber hinaus ist sie seit 2012 als Script-Consultant und Drehbuchlektorin im Art-House-Filmbereich tätig. 2016 gründete sie mit Theresa Seraphin das Netzwerk der Münchner Theatertexter*innen,  ein Bündnis schreibender Theatermacher und Theatermacherinnen zur gegenseitigen Unterstützung. Seit 2019 gehört Raphaela Bardutzky dem Kuratorinnen-Team der LIX Lesereihe an, die viermal im Jahr im Theater HochX stattfindet. Außerdem setzt sie sich im Unabhängige Lesereihen e.V. für nachhaltige Strukturen und faire Bezahlung in der Freien Literaturszene ein.
Raphaela Bardutzky unterrichtete von 2018 bis 2021 auch Schreiben für Film und Theater am Institut für Theaterwissenschaft an der Ludwig-Maximilians-Universität München.

## Theaterstücke
- 2017 Wüstling, ausgezeichnet mit dem Literaturstipendium der Stadt München, frei zur Uraufführung
- 2021 Fischer Fritz: Uraufführung am 18. Juni 2022 am Deutschen Theater Berlin durch das Schauspiel Leipzig, Regie: Enrico Lübbe[10][11]
- 2022 Das Los: Uraufführung am 10.9.22 am Theater Lübeck, Regie: Catrin Mosler.[12]
- 2022 Das Licht der Welt: Uraufführung am 7. Oktober am Theater Heidelberg, Regie: Daniela Löffner[13]

## Prosa
- Sehr geehrter Herr Winterkorn. Briefperformance in: tau, zeitschrift für literatur, #2, Wertekind, Hamburg 2018
- Schlaf in: HochX Magazin #2, Spielzeitheft, 2019

## Hörspiel
- Fischer Fritz, Regie: Pauline Seiberlich mit Jakob Roth. Komposition: Jonathan Heidorn, Produktion: Bayerischer Rundfunk (BR)[14]

## Auszeichnungen

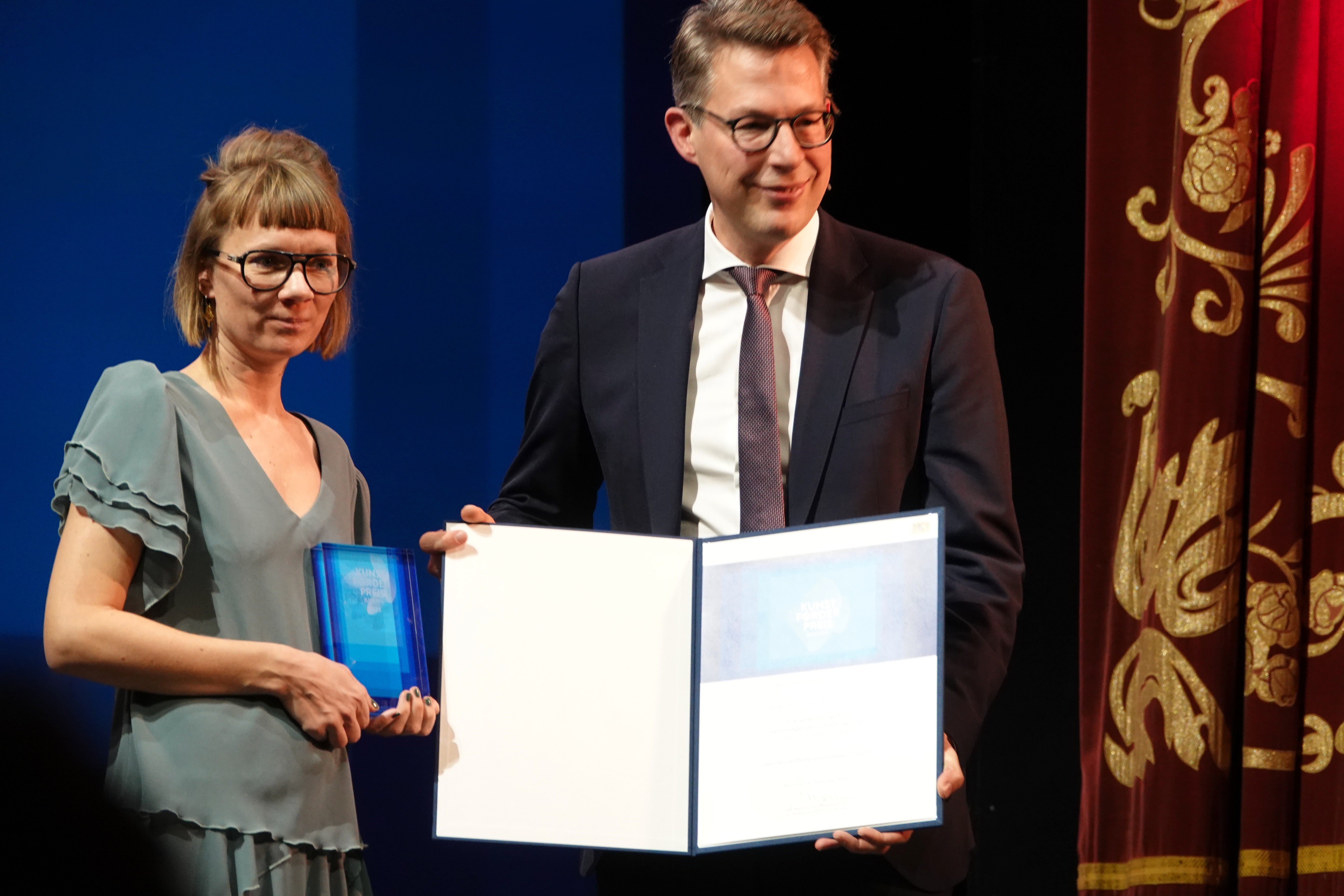
Bayerischer Kunstförderpreis für Raphaela Bardutzky

- 2017 Wüstling: ausgezeichnet mit dem Münchner Literaturstipendium[15]
- 2021 Fischer Fritz: Münchner Förderpreis für Neue Dramatik an den Münchner Kammerspielen, Publikumspreis bei der langen Nacht der neuen Dramatik 2021 in den Münchner Kammerspielen[16], Nominierung für den Heidelberger Stückemarkt,[17] Auszeichnung mit dem Nachspielpreis des Heidelberger Stückemarkts 2024[18]

- 2022 Fischer Fritz: Gewinnerstück bei den deutschen Autor:innentheatertagen am Deutschen Theater Berlin[19], Empfehlung für Übersetzung von EURODRAM[20]
- 2023 Bayerischer Kunstförderpreis